# 2. крајишки корпус Војске Републике Српске
Други крајишки корпус је био један од седам корпуса Војске Републике Српске током рата у Босни. Други крајишки корпус је основан одлуком Главног штаба (Генералштаба) ВРС 19. маја 1992. године. Корпусом су командовали генерал Радивоје Томанић и генерал Грујо Борић. Зона коју је корпус бранио је обухватала 16 западнокрајишких општина Републике Српске. Око 2.000 бораца овога корпуса је током рата погинуло.

## Оснивање
Након прве године рата у Хрватској 1991, потписано је примирје у Сарајеву 2. јануара 1992. између ЈНА и хрватских представник. Примирје је налагало повлачење јединица ЈНА из Хрватске. Будући да је хрватско-муслиманско руководство, уз подршку Међународне заједнице, спремало проглашење независности БиХ од Југославије на пролеће, Председништво СФРЈ наређује премештање дела ЈНА из Хрватске у Босну и Херцеговину, како би се оружаном силом спречило издвајање Босне насељене српским становништвом, из Југославије. Стога су команда и јединице 9. книнског корпуса из Книна 27. марта пребачене у Дрвар. Претходно је премештен Загребачки корпус ЈНА у Бихаћ. У мају 1992, 10. корпус се пребацује из Бихаћа на простор општина Дрвар, Босански Петровац и друга места насељена Србима. Евакуисана су складишта ратног материјала у Покоју, Великом Пољу, на Желави, и касарне „Грмеч” и „27. јул” у Бихаћу. Подземни објекат у склопу ваздухопловне базе дигнут је у ваздух 16. маја. Из касарне „27. јули” евакуисано је више од 250 војника и 20 старешина уз пратњу општинског муслиманског руководства како би се спречило понављање масакра војних колона у Сарајеву и Тузли.

## Састав
До 2. јуна 1992, корпус је заокружио устрој према коме је имао:
- команда са приштапским јединицама:
- командни батаљон (команда стана, чета АБХО и други делови),
- батаљон ВП (са извиђачком четом) и
- батаљон везе;
- седам бригада — 1. дрварска, 3. петровачка, 5. гламочка, 7. купрешка, 9. граховска, 11. крупска и 15. бихаћка,
- 2. мешовити артиљеријски пук,
- 2. лаки артиљеријски пук ПВО и
- 2. инжењеријски пук.

Почетком јуна 1992, основана је и 17. кључка бригада преустројом 13. партизанске бригаде ЈНА и људством из општине Кључ које је до тада ратовало у саставу 30. лаке пешадијске дивизије. До краја године основани су и:
- 172. аутотранспортни батаљон
- 2. санитетски батаљон

Корпусу је у новембру 1994, прикључена 1. новоградска пешадијска бригада, док је 7. купрешка бригада прикључена Првом крајишком корпусу. На лето 1995. основан је 21. самостални оклопни батаљон. Формацијом корпуса био је предвиђен и 2. мјешовити противоклопни артиљеријски пук, али он никада није био формиран због недостатка ратне технике.

### Попуна и ратиште
Корпус се током рата попуњавао српским становништвом с простора западнокрајишких општина: Петровац, Бихаћ (16.000 избеглих Срба), Крупа, Дрвар, Гламоч, Грахово, Кључ, Купрес и Мркоњић Град. Зона одговорности корпуса била је слабо насељена. Укупно је било око 300 насеља са 93.233 становника који су живели на површини од 5.970 m² (нешто преко 15 становника по квадратном километру). Пре почетка рата у зони корпуса било је око 150.000 становника, од тога Срба око 69%, муслимана око 24%, Хрвата око 4,6%. Географска природа земљишта битно је утицала на ток и исход борбених дејстава. Са простране висоравни дижу се високе планине (1.700—2.006 метара), бројна, велика и изразита крашка поља.
Линија фронта била је ограничена на северозападу правцима према снагама Окружног штаба народне одбране Бихаћ (касније 5. корпус Армије РБиХ), на југоистоку према муслиманским снагама Територијалне одбране из Бугојна (касније 7. корпус Армије РБиХ) и снагама Хрватског вијећа обране из Оперативне зоне Херцеговина (касније Зборно подручје Мостар).
Дужина линије фронта износила је на почетку рата 155 километара (60 на северозападу и 95 на југоистоку).
Бројно стање корпуса се током рата мењало. По ратној формацији корпусу је следовало 25.940 војника, али је након формирања бројно стање износило 16.805 бораца, односно 65% од пуне формације. Попуњеност корпуса на дан 16. августа 1992. износила је 76%. Према подацима пуковника Борића на дан 8. новембра 1992. корпус је имао 16.821 борца или око 70% предвиђене попуне. Током 1994, попуна је пала на 58% од формације, односно око 15.000 војника услед дезертирања и губитака.

### Наоружање
Наоружање корпуса наслеђено је од јединица ЈНА и Територијалне одбране које су ушле у његов састав. Јединице су биле попуњене стрељачким наоружањем. Сваки борац је имао лично наоружање.
На реферисању у корпусу 2. јуна 1992. генерал Младић је записао и шта је од тежег наоружања корпус имао тога дана:
- оклопних возила: тенкова 26 (од тога: 10 М-84), ОТ — 10, БОВ — 10 (у саставу батаљона војне полиције),
- артиљерије: топова 130 мм — 20, хаубица 122 мм — 18, хаубица 105 мм — 18,
- противавионске артиљерије: ПАТ 20/3 мм — 80, ПАТ 30/2 мм — 20, ПАТ 40 мм — 25, Стрела-2М — 8 и Игла — 2.

У корпусу, 7. купрешка бригада је имала оклопну јединицу, а тенкова и самохотки је било у мањем обиму — распоређених по појединим бригадама. Батаљон војне полиције имао је чету оклопних транспортера наоружану оклопним возилима БОВ-ВП и БОВ-3.
Од самог формирања у саставу корпуса биле су и артиљеријско-ракетне јединице ПВО.

### Снабдевање
Од самог почетка рата јавили су се проблеми у снабдевању јединица корпуса. Будући да је позадинско обезбеђење функционисало више ослонцем на матичну општину јединица а мање централизовано преко претпостављене команде, корпус је био суочен са недостатком материјалних средстава потребних за успешно функционисање јединица. Посебно је сметало што су богатије општине бринуле о својим борцима, док су јединице из сиромашнијих општина оскудевале услед нецентрализованог снабдевања.
Све време рата борци су кубурили с недостатком униформи, одеће и огрева. За команду корпуса највећи проблем је представљао недостатак артиљеријске муниције већег калибра, нарочито последње године рата (на пример, 2. артиљеријски пук је за хаубице 155 мм имао само 20 граната). Такође, недостатак горива је све време рата слабило ратни напор корпуса.

### Однос с цивилним властима
"Са органима власти сарађујемо добро, мада се ни моје ни њихово не поштује"

—Гојко Иветић, командант 9. граховске бригаде, на  војно-политичком заседању у Бијељини 11. септембра 1992.
Српска демократска странка (СДС), странка српског народа у БиХ, преузела је власт у општинама са српском већином почетком рата 1992. Почетни војни успеси обезбедили су велики ауторитет странке у народу. Будући да је један део припадника странке био и на челу војних јединица, стални сукоби на релацији војска-власт били су неминовни.
СДС се жалио на неборбеност и нестручност официра ВРС; на слабе војне успехе спрам 5. корпуса АРБиХ; на идеолошку неисправност припадника ВРС (комунизам); и на наводне покушаје ВРС да успостави војну власт. Са друге стране, команда 2. крајишког корпуса оптуживала је СДС да штити ратне дезертере; да се богати на шверцу и не снабдева војску; да се меша у руковођење и командовање; и да уговара продају српских територија. Сукоби нису били присутни у свим општинама, па је тако однос цивилних и војних власти у Крупи током рата остао добар.

## Ратни пут

### 1992. — Грађански рат и борбе за Грабеж
Почетком априла 1992, хрватске снаге заузеле су насеље Купрес. У снажном противудару 9. книнског корпуса Купрес је ослобођен а хрватске јединице протеране са Купреса. Даљи напад у правцу Ливна преко Шуице је пропао, услед жилаве хрватске одбране и оклевања српских општинских власти да заузимају хрватска насеља. Током битке су погинула 62 српска бораца, а хрватске снаге су заробиле 180.
На простору Босанске Крупе рат је почео 21. априла, када су се сукобиле српске снаге ТО Босанска Крупа и муслиманске снаге из Крупе, Бужима, Велике Кладуше и Цазина. Након четвородневних борби, српске снаге заузеле су град и наредних дана овладале селима Отока и Бадићи.
Нападом на колону која је превозила војне обвезнике у Србију 27. маја започет је рат у општини Кључ. У борбу су укључени и припадници 30. пешадијске дивизије. Иако су муслиманске снаге сломљене првих недеља јуна, борбе су настављене и у јулу. Током боја почињени су многи ратни злочини над бошњачким становништвом. После рата Суд БиХ осудио је првог команданта 17. кључке бригаде, Бошка Лукића, као и друге официре ВРС.
У општини Кулен Вакуф, 2. крајишки корпус започео је операцију разоружавања муслиманских бораца 10. јуна. У борби су учествовали делови Дрварске, Петровачке и Бихаћке бригаде. Муслиманско становништво избегло је у Хрватску 13. јула, док је око 300 припадника муслиманских снага заробљено.
Гламоч је био изузетак од других крајишких општина, пошто су се муслимани у већем броју прикључили ВРС. Образован је један муслимански батаљон који се борио и ван општине Гламоч.
Српска насеља на простору Бихаћа који је контролисала Армија РБиХ нашла су се на удару муслиманских снага почев од јуна 1992. То су била села: Врста, Јанковац, Злопољац, Јасика и Каменица. Започети су и преговори о разоружавању и српских села Доња Гата, Врело и Осредак (југозападно од Цазина). Међутим, истог дана, ова села је напала муслиманска Територијална одбрана из села Мутника, Тртовца и Буковице, уз помоћ делова 101. муслиманске бригаде. Српске снаге из ова три села пружиле су огорчен отпор користећи и два минобацача. Бошњаци тврде да становништво ових села није протерано, већ да су послушали савет локалних лидера СДС-а и прешли на српску страну — безбедно. У пратњи УНПРОФОР-а ка Кореници је отишло 200 Срба из рејона Доње Гате (издвојено је 13 лица из колоне по наређењу команданта Хрватског вијећа обране, Владе Шантића). У поменута села српско становништво се није вратило ни после рата. Два дана касније, 12. јуна, изведен је напад муслиманских снага на Бугар, село северно од Бихаћа на самој граници ка Републици Српској Крајини.
Снаге 2. корпуса су 16. јуна извеле напад на правцима Доње Лохово — Голубић — Бихаћ, Мрђа — Добреница и Притока — Орљани. Том приликом су напредовале највише у Добреници, али на другим правцима су биле заустављене. На Приточком Грабежу муслиманске снаге заробљавају један тенк Т-55 и једну „Прагу” 30/2 мм. На голубићком правцу је уништен један, а други, оштећени тенк, је потом извучен и коришћен као ватрена тачка. Муслимани успешно користе заплењени тенк против снага 2. крајишког корпуса 22. јуна са положаја Соколац.
Прва велика операција коју је планирао корпус збила се 10. јула. Команда корпуса је одлучила да овлада западним падинама Грмеча односно да овлада десном обалом Уне. У операцији је учествовао по један батаљон из Крупске, Санске, Дрварске и Петровачке бригаде, као и војна полиција корпуса. Напад је пропао услед слабог садејства придружених батаљона.
Крајем јула нападнути су положаји Крупске бригаде код Отоке. Армија РБиХ доживела је велик пораз, са преко 50 погинулих. Напад се поновио 3. августа али и овог пута су муслиманске снаге поражене са 28 погинулих.
Армија РБиХ започела је велику офанзиву на Грабеж 15. септембра у операцији „Пламен 92” — напад је пропао, осим мањих померања на предњем крају одбране 2. крајишког корпуса. Армија РБиХ ће поново покушати да заузме Грабеж у новембру и децембру, али оба пута безуспешно.
Корпус је 16. јуна упутио на јајачко ратиште два батаљона Дрварске бригаде и делове 2. батаљона војне полиције са неколико оклопних возила БОВ. Ангажовање ових снага било је неуспешно. Нешто касније, 27. јуна, јединице 17. кључке бригаде одлазе на ратиште према Јајцу. Борци из Кључа истакли су се у освајању Јајца у операцији Врбас 92 крајем октобра.

### 1993. — Фикрет Абдић и хрватско-муслимански рат
Друга ратна година почела је међусобним ратом хрватских и бошњачких снага. Снаге 2. корпуса на југоисточном делу зоне одговорности према Бугојну, Ливну и Горњем Вакуфа прешле су у активну одбрану и углавном артиљеријски помагале хрватске снаге.
На основу директиве Главног штаба бр. 4, командант корпуса је 12. децембра 1992. заповедио бригадама на северозападном фронту да наставе напад у својој зони борбених дејстава. Циљ је био да корпус избије на линију Лоховска брда — село Голубић — Бараковац — село Грмуша — река Уна.
Стање на фронту који је држао Корпус карактерисао је релативно миран период током целе 1993. Нису предузимане значајније борбене активности изузев борбених дејстава тактичког значаја. Током ове године из корпуса су формиране јединице јачине чете до батаљона, ради помоћи на другим деловима фронта у Републици Српској, Републици Српској Крајини и у Аутономији Западна Босна.
Познати великокладушки привредник и члан Предсједништва БиХ на почетку рата, Фикрет Абдић, је имао другачији политички наступ од власти у Сарајеву, посебно у поређењу са исламистичким политичким ставовима Алије Изетбеговића.
Абдић је 9. септембра 1993. јавно истакао идеју о одвајању простора Цазинске крајине од власти у Сарајеву и формирању посебне аутономне области. Потом, 27. септембра 1993, Абдић проглашава Аутономну Покрајину „Западна Босна”. Две бригаде Армије БиХ у Кладуши прелазе на страну Абдића, али и поједини команданти у другим јединицама 5. корпуса. Абдића је подржао генерал Шантић и његова бригада ХВО, јужно од Бихаћа.

„То што они тамо раде на левој обали реке Уне је њихов проблем. Он нас много не интересује. За нас су они, једни и други непријатељи... Ја кажем да је то добро да се мало са собом позабаве и биће нам сигурно лакше али се будност не сме губити”

—Мирослав Вјештица, помоћник команданта 11. крупске бригаде, изјава за лист ”Српска војска”.
Први сукоб две муслиманске групе догодио се 2. октобра 1993. на Скоковима у близини Цазина. Током октобра 1993. долази до нових сукоба, поделе и преласка дела још неких мањих јединица 5. корпуса Армије БиХ на страну Абдића. Међутим, ове снаге биле су мање и слабије наоружане од преосталих снага 5. корпуса које су остале лојалне властима у Сарајеву.
На састанку 23. октобра 1993. године у Београду, уз присуство Слободана Милошевића, Абдић и Радован Караџић потписују декларацију о трајном миру између Аутономне Покрајине Западна Босна и Републике Српске. Дан раније, Абдић је потписао исту такву декларацију са Матом Бобаном, председником Херцег-Босне.
Због настале ситуације у зони 5. корпуса Армије БиХ сарајевске власти 1. новембра 1993. смењују команданта Рамиза Дрековића и постављају борбенијег и бескомпромиснијег Атифа Дудаковића, дотадашњег заменика команданта 5. корпуса Армије БиХ.
Са српских положаја овај сукоб је дочекан са радошћу, али не и са жељом да се искористи. Офанзива 2. крајишког корпуса уследиће тек почетком фебруара 1994.

### 1994. — Пад Велике Кладуше и јесење борбе за Бихаћ
У априлу 1993, према Директиви бр. 6, предвиђено је овладавање десне обале Уне низводно од Бихаћа. Корпус је тек у фебруару наредне године започео дуго очекивани напад преко Грабежа, у склопу операције Главног штаба „Дрина”. Напад је изведен у зони 3. петровачке бригаде, а главни циљ је био заузети кључне објекте: Алибеговића коса са Хасиним врхом (тт 625) и Вршком (тт 600). АРБиХ је бригадама у додиру — 503. брдска и 504. брдска бригада — прикључио током напада и резерве из 501, 502, 505. и 511. бригаде. У нападу 2. КК учествовали су (поред два батаљона 3. петровачке бригаде у додиру): 2. батаљон војне полиције, 2. извиђачко-диверзантски одред, Специјалне одред МУП-а РС из Бања Луке, вод тенкова из 2. КК и група оруђа за непосредно гађање из 9. граховске бригаде. Команда корпуса није успела да обезбеди већа повећана или јединице из других корпуса ВРС.
Напад је отпочео 6. фебруара 1994. у 07.00. Борци 2. извиђачко-диверзантског одреда и 2. батаљона војне полиције су жестоком ватром са блиских одстојања постигли потпуно изненађење и на Бараковцу разбили непријатеља који се, уз велике губитке, панично разбежао. Трећи батаљон из састава 501. брдске бригаде Армије РБиХ био је практично десеткован. У току првог дана напада 1. и 2. батаљон Петровачке бригаде померили су прву линију за два километра у дубину непријатељске територије, али је даљи продор био онемогућен због недостатка снага које би експлоатисале успех. Трећег дана од почетка напада почеле су да пристижу јединице ојачања за експлоатацију успеха: батаљон из састава 11. крупске бригаде, чета из 5. гламочке бригаде, касније батаљон из састава Школског центра и 17. кључка бригада. Снаге 2. КК су успеле да продру 5—6 километара у дубину територије 5. корпуса АРБиХ и да успоставе положаје на линији Мала Зечица — Мразово — Бараковац.
Напад на Хасин врх 9. фебруара, уз учешће и команданта Главног штаба ВРС, Ратка Младића, извршио је 2. извиђачко-диверзантски одред. 2.KK га је неколико пута освајала и губила, да би непријатељ успео коначно да га задржи. Бањалучки одред Специјалне бригаде полиције РС није успео да заузме Вршак (тт 600) у почетном налету, чиме је непријатељ избегао окружење снага на Алибеговића коси. Одред је у вишедневним борбама имао више од 10 погинулих и заробљених бораца. АРБиХ је после почетних пораза, ангажовао специјалне јединице „Хамзе” и „Газије” из састава 505. брдске бригаде и делове 511. брдске бригаде, што је уз погоршање времена сасвим зауставило напад 2. КК.
Снаге 5. корпуса АРБиХ нанеле су одлучујући пораз снагама Аутономне Покрајине Западна Босна у офанзиви коју су назвали „Тигар ’94”, а која је трајала од 29. јула до 21. августа 1994.
Предвођена Ратком Младићем, ВРС је почетком септембра 1994. покренула операцију „Бреза ’94”, са циљем да се овлада Крупом, Бужимом и Цазином. Главни правац напада био је Бужим — Цазин, а помоћни на правцу Отока — Босанска Крупа. На осталом делу фронта према 5. корпусу АРБиХ јединице су добиле задатак да активном одбраном вежу снаге непријатеља.
На правцу према Бужиму и Цазину нападали су 1. батаљон војне полиције и 1. извиђачко-диверзантски одред Првог крајишког корпуса и гарда „Пантери” из Бијељине, подржани 1. новоградском бригадом ВРС и 33. (дворском) бригадом СВК. На правцу Отока — Босанска Крупа нападали су делови 43. приједорске, 6. санске и 5. козарске бригаде из састава 1. КК. Јединице 2. КК на бихаћком фронту добиле су задатак да активним дејствима поправе тактички положај и на тај начин садејствују снагама на главном правцу напада. У борбама које су вођене 5—8. септембра на правцу Отока — Бос. Крупа, 511. крупска бригада 5. корпуса АРБиХ на брдима Вучковац и Плавно око Отоке зауставила је напад српских снага. Напад на правцу Бужим — Цазин отпочео је 8. септембра. Првог дана борбених дејстава снаге ВРС су извршиле продор у дубину непријатеља око два километра. Међутим, одбачене су у контранападу 505. и 517. бригаде 5. корпуса АБиХ, чиме је заустављен напад ВРС.
Осокољен претходним победама, 5. корпус АРБиХ покренуо је велики напад на положаје 2. КК 24. октобра под називом „Грмеч '94”. У време почетка пробоја, биле су ангажоване следеће бригаде: 505. моторизована бригада, 511. брдска бригада, 501. брдска бригада, 502. брдска бригада, 503. брдска бригада, 1. босанска ослободилачка бр, 517. осл. бригада, као и 101. домобранска пуковнија ХВО. Остале јединице (506. босанска ослободилачка бригада, мањи делови 505. и 511. бригаде), биле су ангажоване у својим зонама одбране према јединицама ВРС, СВК или у резерви.
Одбрану 2. КК на бихаћком делу фронта су изводиле: 15. бихаћка бригада, 1. дрварска бригада, 17. кључка бригада са четом из састава 5. гламочке бригаде, два батаљона из састава 3. петровачке бригаде и батаљон из састава 6. санске бригаде. На крупском делу фронта, на десној обали реке Уне, одбрану је изводила 11. крупска бригада, у својој зони која је успостављена на почетку ратних сукоба. На грмушком делу фронта, такође на кањону Уне, линију је поседао 3. батаљон из састава 3. петровачке бригаде са грмушком четом ТО.
Армија БиХ је до 29. октобра у силовитом налету сломила одбрану 2. КК на бихаћком правцу и претила да одсече Босанску Крупу успоставивши мостобрани на Уни 31. октобра. Заузети су грабешки плато, Грмуша и Кулен Вакуф; продор је на неким местима прелазио 20 км у дубини. Последњег дана октобра, Главни штаб ВРС покреће противнапад под именом „Штит 94” којим је командовао генерал Манојло Миловановић, заменик Ратка Младића. За потребе противнапада задејствоване су следеће јединице:
Из 2. крајишког корпуса било је ангажовано:
- 1. дрварска бригада — 920 бораца,
- 3. петровачка бригада — 1.143 бораца,
- 11. крупска бригада — 2.190 бораца,
- 15. бихаћка бригада — 750 бораца,
- 17. кључка бригада — 928 бораца,
- 1. батаљон граховске бригаде — 420 бораца,
- 1. бригада Нови Град (од новембра 1994) — 3.595 бораца,
- 2. извиђачко-диверзантски одред — 70 бораца,
- приштапске и родовске јединице — 296 бораца.

Из осталих састава Војске РС:
- 1. српска бригада — 3.018 бораца,
- батаљон из Центра војних школа — 409 бораца,
- батаљон из 1. КК (у другој етапи операције) — 480 бораца,
- Студентска бригада (у другој етапи операције) — 2.100 бораца.

Из МУП-а РС:
- Специјална бригада МУП РС — 448 бораца,
- Посебне јединице Полиције — 722 борца.

Укупно: 17.489 бораца. Из Републике Српске Крајине учествовао је један батаљон МУП-а са 400 припадника у одбрани на линији село Липа — Црвене Греде (североисточно од села Рајиновци). После почетка противудара, повукао се у РСК. До краја новембра, број бораца је нарастао на 20.635.
Почетак борбених дејстава обележен је успешном одбраном града Крупа на Уни, где су 1. српска бригада и батаљон ЦВШ притекли у помоћ снагама 2. корпуса и после тродневних окршаја, посебно у селу Врањска, успеле да одбаце непријатеља. На правцу напада главних снага Крупа на Уни — Бихаћ, носилац борбених дејстава била је Тактичка група — 3 (1. српска бригада, 1. дрварска бригада и 15. бихаћка бригада). Дана 14. новембра у целодневним жестоким борбама 1. српска и 1. дрварска бригада у вечерњим сатима сломиле су отпор непријатеља и избиле на комуникацију село Радић — Грабеж, чиме су створени услови за гоњење непријатеља. На овом правцу није било даљег напредовања. Основни разлог је инсистирање на смени батаљона из Дринског и Источнобосанског корпуса, чиме је ударна моћ снага 2. КК умањена. 1—2. децембра, јединице 11. крупске бригаде насилно су прешле Уну узводно од Крупе у рејону села Бужимкићи и успоставиле мостобран у ширем рејону села Чојлук. Дејства помоћних снага на правцу Петровац—Бихаћ у првој етапи операције карактерисали су бочни напади на издужени поредак непријатељских јединица на правцима село Рипач — село Липа и село Рипач — Кулен Вакуф. Велики део тог простора ослободиле су јединице Тактичке групе — 9 (део 9. граховске бригаде, МУП-а РС и РСК), од 1. до 8. новембра.
Седамнаестог новембра генерал Младић наређује да се потпуно овлада делом града Бихаћа и насељеним местима десно од обале реке Уне. Пошто је Бихаћ проглашен за заштићену зону, Младић наређује: „по самом граду Бихаћу не дејствовати већим артиљеријским (и) ракетним системима, као ни по снагама УНПРОФОР-а”; односно „да се по Бихаћу може дејствовати само средствима пешадије”.
До 20. новембра јединице Тактичке групе — 9 заузеле су Дебељачу (осим задњег виса према Бихаћу), села Велики и Мали Скочај, Заваље и Ведро Поље, чиме је створена полукружна основица за напад на Бихаћ. До краја операције положаји Војске РС померени су на правцу село Заваље — Жегар — Бихаћ. Ослобођено је село Жегар и заузето извориште градског водовода Клокот. Даљег напредовања према Бихаћу није било ни на једном правцу. Војска Републике Српске је на достигнутој линији прешла у одбрану, чиме је противудар на бихаћком правцу завршен. Према каснијим тврдњама Ратка Младића, Бихаћ није заузет упркос изричитој наредби из следећих разлога: јачање одбране 5. корпуса на старим положајима и суженом фронту; одлазак делова јединица ВРС из мешовитих бригада и одлазак Студентске бригаде; притисак Међународне заједнице; напад хрватских снага из праваца Ливна.
Пет дана пред почетак напада Армије РБиХ из Бихаћа, 7. корпус АРБиХ напао је Купрес у операцији коју је назвао „Јесен 94”. До краја октобра прегажена је прва линија одбране 7. купрешке бригаде, а бригада потиснута до Купрешких врата, предворја града Купреса. У нападу је учествовало 8.000 бораца Армије РБиХ. 25. октобра команда 2. КК ојачала је одбрану бригаде четом батаљона војне полиције и извиђачко-диверзантског одреда. Главни штаб ВРС подупро је положаје деловима „Пантера” из Бијељине, мешовитим батаљоном из Бања Луке и четама из 5. гламочке, 9. граховске и 17. кључке бригаде. Првог дана новембра снаге ХВО (потпомогнуте 1. гардијским здругом Хрватске војске) нападају положаје 7. купрешке бригаде са јужне стране. На страни хрватских снага је учествовало 9.000 бораца. Следећег дана 7. купрешка напушта Купрес и повлачи се на резервне положаје.
До краја године су снаге Сплитског зборног подручја Хрватске војске овладале висовима Динаре и преузеле контролу над Ливањским пољем у операцији „Зима '94” поразивши 9. граховску и 3. петровачку бригаду појачану једним батаљоном 1. дрварске бригаде.

### 1995. — Слом 2. крајишког корпуса
Почетком године, Манојло Миловановић, командант здружених снага ВРС на босанско-крајишком фронту, наредио је општи напад — операција „Динара 95” — из правца Динаре и Старетине на уклињене хрватске снаге у Ливањском пољу. Поред снага у додиру с непријатељем (9. граховска, 5. гламочка и 3. петровачка бригада), за напад су одређене и 2. српска и 3. српска мешовита бригада. Потоња је пребачена са Бихаћког фронта, а 2. српска је попуњена са по једним батаљоном из Херцеговачког и Дринског корпуса. Због јаке зиме и немотивисаности, мешовите бригаде нису ни кренуле у напад, а операција је пропала.
Током јануара и фебруара 5. корпус АРБиХ потиснуо је снаге 2. КК из приградских бихаћких насеља (Ведро Поље) и појединих околних кота. Средином маја је поново протерао 2. КК са положаје на Грабежу, Грмуши и Рипачу. Мостобран ВРС на Уни код Крупе уништен је 11. јула.
Хрватске снаге су током априла у операцијама „Скок-1” и „Скок-2” потиснуле 2. КК са целе планине Динаре и овладале планином Шатор чиме су угрозиле Грахово и Гламоч. Главни штаб ВРС је покушао да закрпи рупе у одбрани довођењем мешовитих састава из целе ВРС, укључујући РВ и ПВО, али осим једног батаљона 43. приједорске бригаде, биле су то неформацијске јединице. Хрватске снаге напале су Грахово и Гламоч 25. јула у операцији „Љето 95”. У наредна четири дана, прво је заузето Грахово, којег су нападале 4., 7. и 9. гардијска бригада ХВ, а потом је пао Гламоч, након што су 81. и 84. гардијски батаљони ХВ поразили 3. српску бригаду на северозападним прилазима Гламочу што је натерало 5. гламочку бригаду — која се до тада успешно бранила од напада ХВО гардијских бригада — на повлачење.
Почетком августа Главни штаб ВРС наредио је противнапад на правцу Ресановци — Грахово у склопу операције Вагањ 95. У нападу су учествовали 2. дринска мешовита бригада, 65. заштитни пук и 10. диверзантски одред. Од почетка напада, 8. августа, у наредних неколико дана заузето је више објеката без борбе (Цигански бријег — Трескичин до — Велики Царевац — село Бурсаћ). У ноћи 12-13. августа, тешко је поражена 141. бригада ХВ када је ВРС заузео коте Циљег, Видовића Главица и Мали Царевац. Наредних дана, међутим, хрватске снаге су потиснуле ВРС ка Дрвару.
Средином септембра здружене хрватско-бошњачке снаге покренуле су велик напад на 2.КК под називом „Маестрал” и „Сана 95”. Од 8. до 15. септембра хрватске снаге заузеле су Шипово, Јајце, Дрвар и Оштрељ. Армија РБиХ започела је напад 13. септембра и наредних дана заузела Босански Петровац, Кулен Вакуф, Босанску Крупу и Кључ.
Прилазе Дрвару бранили су 2. дринска, 1. дринска и 3. петровачка бригада, као и 65. заштитни пук и три одреда Специјалне бригаде МУП-а РС (Бањалучки, Приједорски и Добојски одреди). 9. граховска бригада је била у резерви, али њен састав није био у борбеном стању. Још током августа започеле су борбе за повољније тактичке положаје са хрватским снагама. Напад на Дрвар почео је 12. септембра, а Дрвар је заузет 14. септембра. Два дана пре напада, 1. дринска бригада напустила је положаје и вратила се у Зворник.
На Бихаћком фронту, већ првог дана поражене су 1. дрварска, 15. бихаћка и 1. српска бригада. На Крупском фронту, жилаво су се браниле 11. крупска и 17. кључка бригада, али су 17. септембра напустиле Босанску Крупу како би избегли окружење. До 28. септембра све јединице 2. КК повучене су у позадину, како би сакупиле људство и окрепиле снаге. Главни штаб ВРС је 28. септембра наредио општи напад у зони 2. КК у склопу Директиве бр. 9. Командант 2. крајишког корпуса је својим наређењем формирао Тактичку групу — 2 у чији састав су ушле 1. бригада дрварска, 15. бригада бихаћка, 17. бригада кључка и делови 2. извиђачко-диверзантског одреда и 2. батаљона војне полиције. Истовремено, на правцу Нови Град — Крупа на Уни нападале су 1. бригада Нови Град, 3. бригада Петровац и 11. бригада Крупа на Уни. Након консолидације на Мањачи, све ове јединице су ушле у састав Оперативне групе — 10, која је била потчињена Првом крајишком корпусу и имала седиште у Санском Мосту. До 7. октобра 1995. године борбена дејства су се одвијала успешно. Јединице су избиле на линију Станића брдо — кота 627 — Мет- ла — тт 687 — Заваље — Варда — Бабића глава — тт 627 — река Саница — село Шкрбићи (тт 326). У току 5. октобра, 2. извиђачко-диверзантски одред је прешао реку Саницу и овладао селом Лончари. Међутим, у вечерњим сатима одред је разбијен и у нереду се повукао на Челић косу. Потом, 9. октобра 1995. у раним јутарњим сатима, користећи ноћ и густу маглу, АРБиХ је преко моста на реци Саници убацио две јаче борбене групе. Једну је усмерио правцем село Золаци — Золаков до — село Бањци, а другу правцем Мост — Саница насеље. Уз помоћ чете из 2. батаљона војне полиције 2. КК привремено је заустављен продор. Међутим, јединице Оперативне групе — 10 и 2. крајишког корпуса нису успеле да се консолидују и АРБиХ је брзим продором дуж комуникације Кључ — Сански Мост у току 10. октобра ушао у Сански Мост.

## Губици
Према подацима тадашњег начелника штаба корпуса, пуковника Кукобата, до 10. августа 1994. корпус је имао следеће губитке: 637 погинулих бораца, рањених око 2.000 и несталих 38. Будући да је корпус током рата имао више од 2.000 погинулих бораца, највише бораца погинуло је у јесен 1994, и у борбама 1995. против здружених хрватско-муслиманских снага.

## Послератни период
Актом команде 2. крајишког корпуса од 17. јануара 1996. наређено је расформирање јединица 2.КК. Након што је 2. КК изгубио своју зону одговорности и након што је демобилизацијом ВРС смањена а зона одбране Републике Српске измењена, командант Главног штаба јуна 1996. донео је наредбу о формирању и преформирању јединица, којом су на оперативном нивоу устројена три корпуса копнене војске: 1, 3. и 7. корпус и Ваздухопловство и противваздушна одбрана. Други крајишки корпус је том наредбом команданта Главног штаба угашен, а део јединица из његовог састава је уграђен у Први корпус (дотадашњи 1. крајишки корпус).
Према наредби издатој у пролеће 1996, од маја те године па до јула 1997. посебна комисија са потпуковником Милорадом Вулином на челу радила је на сређивању и архивирању грађе 2. крајишког корпуса у Школском центру ВРС у Бањој Луци. Грађа је сређена, уредно архивирана и предата у Архив ВРС, који је сада, у саставу Архива Министарства одбране БиХ.

## Галерија
- Гламочка бригада: минобацачлије.
- Припадници МУП-а код Кључа, 6. октобра 1995.
- Ген. Борић и Влаисављевић и пук. Галић у Београду 2018.
- Дрварска бригада – чета на обуци у Велагићима, 1993.
- Томислав Карађорђевић код Грмуша 1994.
- Бихаћ – Грабеж, фебруара 1993: Артиљерци у дејству. ‎

- МУП РС положај код Бихаћа 1. децембра 1994.
- Српски тенк код Кључа, 6. октобра 1995.
- МУП РС код Кључа 6. октобра 1995.
- 3. српска бригада на Старетини, 11. јула 1995.
- Дрвар–Велика Метла: 2. дринска бр, 23. август 1995.
- Српски борци према Млиништу, јул 1995.